# Wishbone Ash
Wishbone Ash – brytyjska grupa rockowa powstała w 1969 roku, założona przez dwóch gitarzystów: Andy’ego Powella oraz Teda Turnera.
Od początku cechą charakterystyczną techniki i brzmienia muzyki zespołu było użycie tzw. twin guitars, czyli dwóch równoległych, niezależnych i przeplatających się ze sobą linii gitarowych. Sprawą sporną jest zaliczenie muzyki grupy do określonego gatunku: jedni są skłonni uznać ją za progresywną, inni muzykę jej uznają za bardziej wysublimowaną, nastrojową i liryczną odmianę hard rocka. Z pewnością grupa zbliżyła do siebie oba te gatunki; szczególnie trzy pierwsze albumy, tj. Wishbone Ash, Pilgrimage i Argus, posiadają cechy progresywne oraz hardrockowe. Późniejsza działalność zespołu wiązała się z soft rockiem oraz rozbudowanym, złożonym folk rockiem.

## Działalność muzyczna
Muzycy wishbone Ash sięgali po szereg różnych nurtów muzyki rockowej, nie tylko tworząc z nich eklektyczną całość, ale także dynamicznie zmieniając kierunek na kolejnych etapach działalności:
- 1969–1976: okres art rocka z elementami rocka progresywnego;
- 1977–1978: okres soft rocka;
- 1979–1981: okres hard rocka;
- 1982–1985: okres heavy metalu;
- 1987–1989: okres new wave;
- 1991–1996: okres pop rocka;
- 1997–1998: okres trance oraz techno;
- 1999–2020: okres powrotu do formuły klasycznego rocka.

Wyrafinowane i złożone brzmienie Wishbone Ash oparte było na duetach gitar elektrycznych. Grupa była pierwszą, która w instrumentarium wprowadziła dwie gitary prowadzące. Okresem największej popularności zespołu były lata siedemdziesiąte. Potem wskutek ogólnego spadku zainteresowana hard rockiem i rockiem progresywnym, przeszedł szereg zmian personalnych, popadając w stagnację.

## Członkowie zespołu
Zespół Wishbone Ash wielokrotnie zmieniał swój skład osobowy. Historia tych zmian przedstawia się następująco:

## Dyskografia

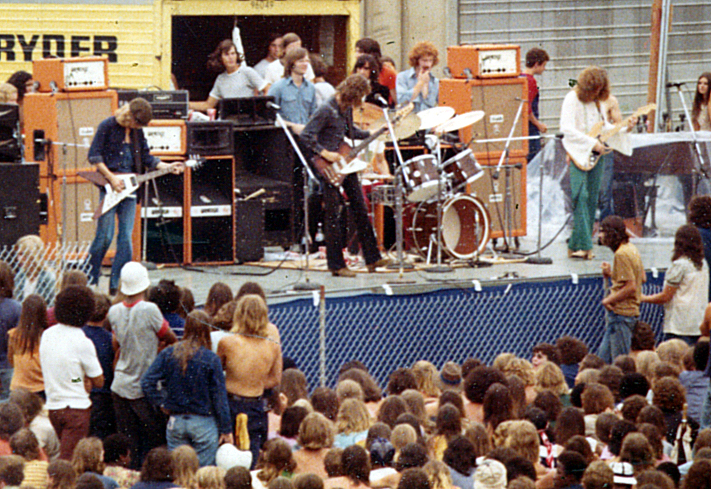
Wishbone Ash w latach 70.

### Albumy studyjne
- 1970 – Wishbone Ash
- 1971 – Pilgrimage
- 1972 – Argus
- 1973 – Wishbone Four
- 1974 – There’s the Rub
- 1976 – Locked In
- 1976 – New England
- 1977 – Front Page News
- 1978 – No Smoke Without Fire
- 1980 – Just Testing
- 1981 – Number the Brave
- 1982 – Twin Barrels Burning
- 1985 – Raw to the Bone
- 1987 – Nouveau Calls
- 1989 – Here to Hear
- 1991 – Strange Affair
- 1996 – Illuminations
- 1997 – Trance Visionary
- 1998 – Psychic Terrorism
- 2002 – Bona Fide
- 2006 – Clan Destiny
- 2007 – Power of Eternity
- 2011 – Elegant Stealth
- 2014 – Blue Horizon
- 2020 – Coat of Arms

### Albumy koncertowe
- 1972 – Live From Memphis
- 1973 – Live Dates
- 1979 – Live in Tokyo
- 1980 – Live Dates 2
- 1992 – The Ash Live in Chicago
- 1994 – Runaway
- 1995 – Live in Geneva
- 1997 – Live Timeline (nagrywany w 1991 i 1970)
- 1999 – The King Will Come (nagrywany w 1976 i 1973)
- 2000 – Live Dates 3
- 2003 – Almighty Blues: London and Beyond
- 2005 – Live on XM Satellite Radio

### Inne
- 1997 – Distillation
- 1999 – Bare Bones
- 2004 – Lost Pearls (nagrany w latach 1978–82)
- 2007 – First Light (nagrany w 1970)